# Háry János (film, 1965)
A Háry János Kodály Zoltán daljátékának 1965-ben bemutatott filmváltozata, melyet Szinetár Miklós rendezett. A főszerepben Szirtes Ádám, Medgyesi Mária és Tordai Teri látható.
A daljáték Garay János: Az obsitos című elbeszélő költeményéből származik.

## Cselekmény
A nagyotmondó Münchhausen báró hazai megfelelője, az idős Háry János a nagyabonyi kocsmában, ivócimborái és egy ott iddogáló íródiák szórakoztatására, elmeséli egykori elképzelt kalandjait. A burkus határon Ferenc császár leánya, Mária Lujza, a segítségével megmenekül egy támadástól. A főhercegnő a hős bajvívó Háryt magával viszi a Burgba. Ott nagy feladat vár rá: egy vad arabs telivér betörése. A sikeres huszártett után a császárral früstükölhet. A milánói csatatéren huszáros virtussal megleckézti magát I. Napóleon francia császárt. Ezután a Habsburg császár felajánlotta neki leánya kezét (szerk. később ő lett Napóleon második felesége), ám a magyar vitéz kitartott szíve hűséges valasztottja, Örzse mellett. A császári udvar díszlövésekkel és ünnepi kórussal búcsúztatta a karakán Háryt, aki hazatért Nagyabonyba, hogy az ivóban büszkén mesélhesse hallgatóságának képtelen hódításait-lódításait.
A mulatságos történetet, a karakteres zene, élvonalbeli színészek és énekesek közreműködésével teszik alkotói élvezetessé.

## Szereplők
- Szirtes Ádám (énekhangja: Melis György) – Háry János
- Medgyesi Mária (énekhangja: Mátyás Mária) – Örzse
- Tordai Teri (énekhangja: Sándor Judit) – Mária Lujza
- Kiss Manyi (énekhangja: Gombos Éva) – császárné
- Balázs Samu – császár
- Bánhidi László (énekhangja: Radnay György) – Marci bácsi
- Márkus László (énekhangja: Réti József) – Ebelasztin
- Bodrogi Gyula – Napóleon
- Tompa Sándor – ivócimbora
- Peti Sándor – ivócimbora
- Siménfalvy Sándor – ivócimbora
- Misoga László – kocsmáros
- Keleti László – Krucifix generális
- Cs. Németh Lajos – Jóska
- Koncz Gábor – diák
- Harkányi Endre – osztrák tábornok
- Szendrő József – burkus silbak

További szereplőkBán Zoltán, Beke Zoli, Fodor Zsóka, Harkányi Ödön, Horváth László, Juhász Jácint, Kelemen Lajos, Komlós András, Németh Sándor, Thúry Éva, Márky Géza, Tóth Gabriella, Tóth Sándor